# Арранмор
Арранмор (ирл. Árainn Mhór, англ. Arranmore, также англ. Aran Island — не путать с Аранскими островами) — большой обитаемый остров в графстве Донегол. Площадь — 18 км², есть регулярное паромное сообщение с Бёртонпортом. Здесь расположены шесть ирландских пабов; остров горист (вершины до 225 метров). В 1798 году здесь был установлен маяк.
Население — 514 чел. (2011). Крупнейшее поселение острова — Либгарроу.